# 中程导弹条约
《中程导弹条约》（英語：Intermediate-Range Nuclear Forces Treaty），全称《美利坚合众国与苏维埃社会主义共和国联盟关于销毁中程和中短程导弹之条约》（英語：Treaty between the U.S.S.R. and the U.S.A. on the Elimination of Their Intermediaterange and Shorter-range Missiles）），中文简称《中导条约》，是指冷战期间，美国与苏联之间签订促使双方销毁中程弹道导弹的公约。1987年12月8日由时任美国总统里根和苏共中央总书记戈尔巴乔夫作为两国代表在华盛顿特区签署，1988年6月1日正式生效。
該条约禁止两国射程为500-5500公里的弹道导弹、巡航导弹和导弹发射器，但不禁止空基或海基导弹。到1991年5月，美国和苏联已经销毁了2,692枚导弹，并展开了10年的现场核查。往后苏联的主要后继者俄罗斯亦延续此条约。
2018年10月20日，美国总统唐纳德·特朗普称，由于俄罗斯不遵守条约，美国将退出该条约。他表示俄罗斯违反了该条约，研发并部署了一种名为9M729的中程巡航导弹。特朗普政府称，退出条约的另一个原因是为了反击中国在太平洋地区的军事扩张，包括在中国南海的军事扩张，中国不是该条约的签署国。美国于2019年2月1日宣布正式中止该条约，俄罗斯亦在次日作出回应。美国于2019年8月2日正式退出该条约。俄羅斯於2025年8月4日宣布不再履行該條約。

## 背景

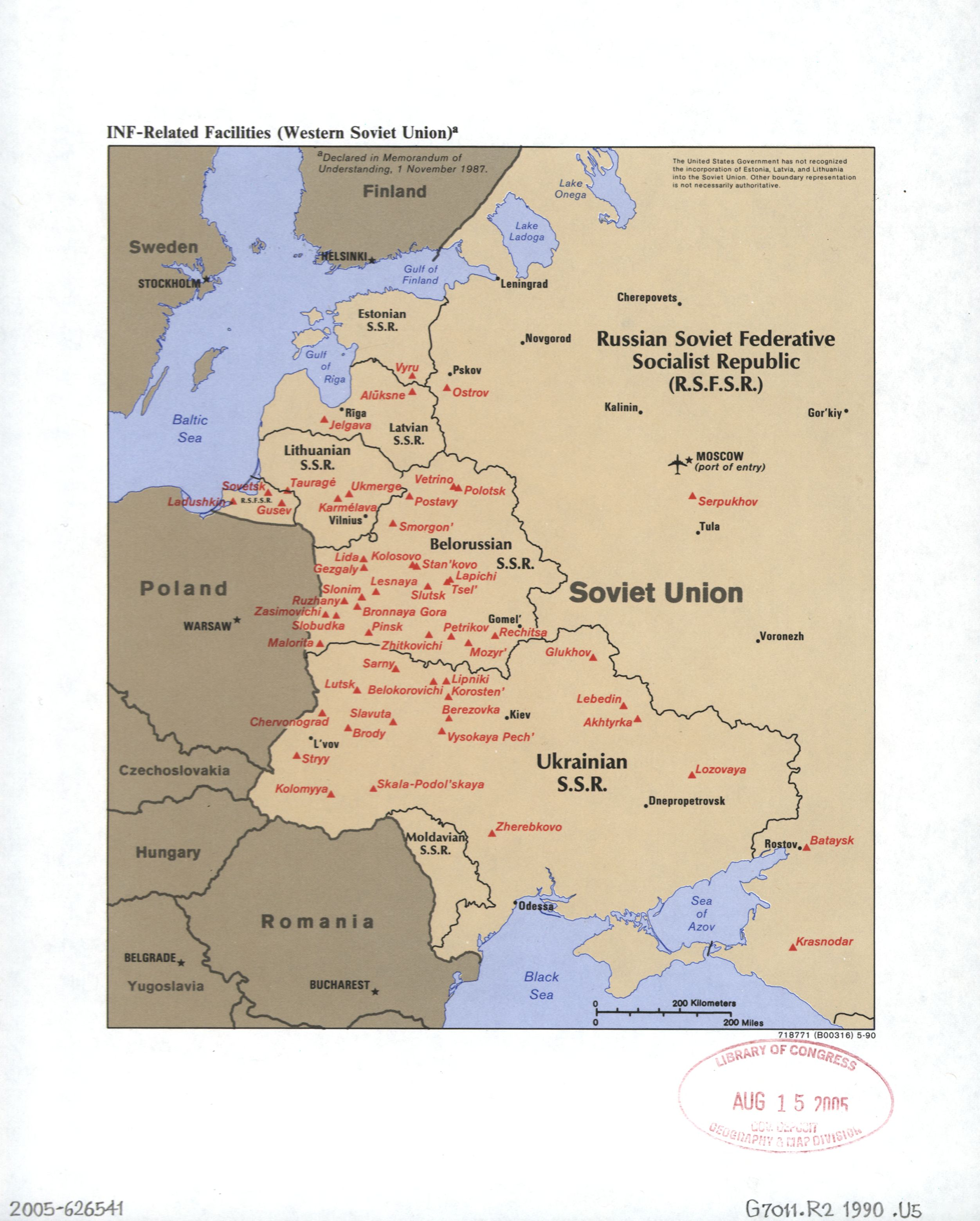
苏联根据《中导条约》向美方通报的苏联西部导弹发射阵地坐标

1976年3月，苏联首次在欧洲部署了RSD-10导弹（SS-20），一种移动式、隐蔽式远程弹道导弹（IRBM），带有多目標重返大氣層載具（MIRV），其中包含三个150千吨级核弹头。SS-20的射程为4700-5000公里，足以从苏联境内到达西欧；射程略低于战略武器限制谈判规定的洲际弹道导弹（ICBM）的最小射程5500公里。SS-20取代了老化的R-12德维纳河导弹和R-14中程弹道导弹，这两种武器被认为对西欧的威胁有限，因为它们精度差、有效载荷有限（一枚弹头）、准备发射时间长、隐蔽困难以及缺乏机动性，使它们在发动袭击前可能面临北约先发制人的打击。虽然SS-4和SS-5被视为防御性武器，但SS-20被视为潜在的进攻性武器。
美国总统吉米·卡特最初认为，美国的战略核武器和具有核能力的飞机足以对抗SS-20导弹，并对苏联可能的侵略具有足够的威慑力。然而，1977年，西德总理赫尔穆特·施密特在一次演讲中认为，鉴于西方在欧洲核力量中的劣势，应该探索西方对SS-20部署的回应，北约也响应了这一呼吁。美国助理国务卿盖尔布后来回忆说，施密特的演讲迫使美国做出回应。

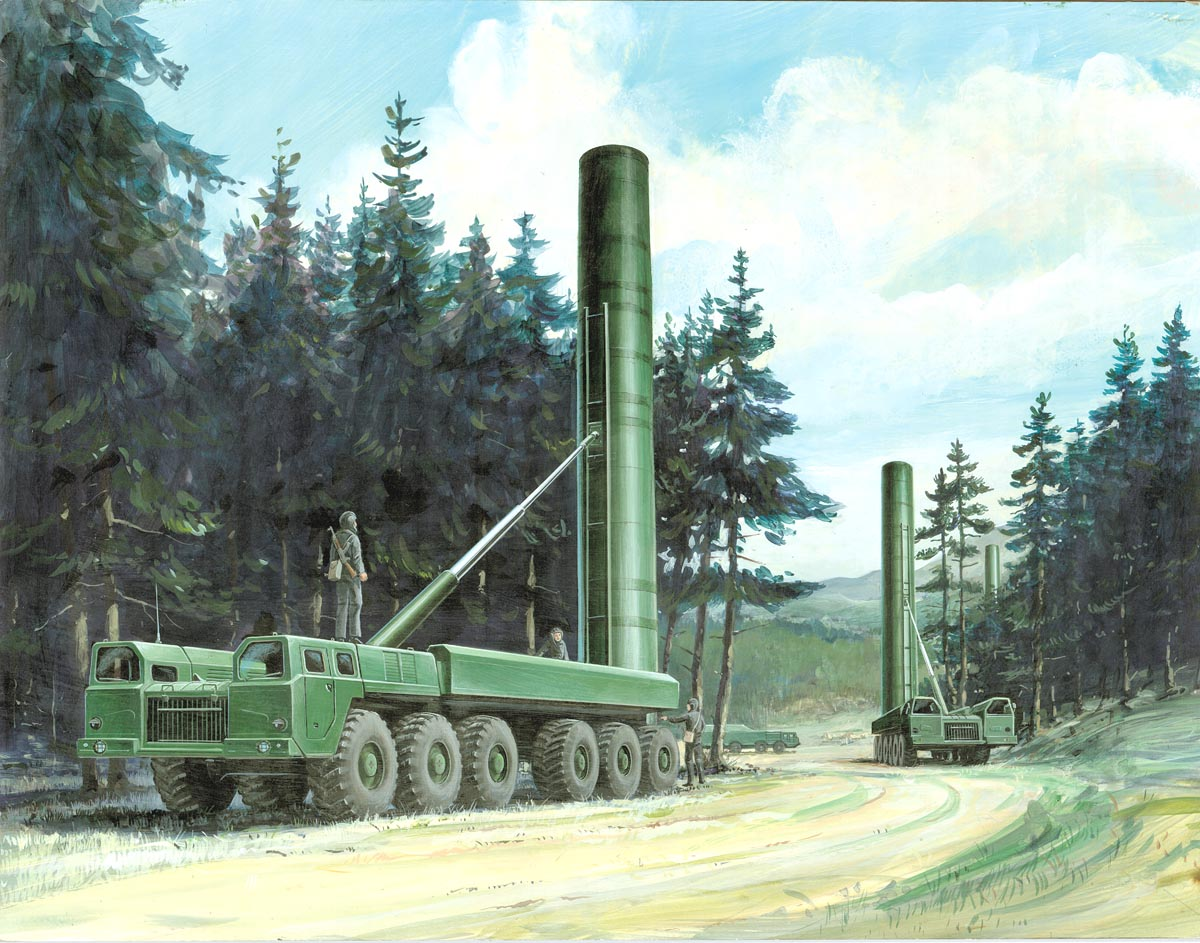
SS-20导弹发射器

1979年12月12日，在欧洲要求对SS-20作出回应的压力下，在布鲁塞尔举行的西方外交和国防部长会议做出了北约双轨决策。部长们认为，华沙条约组织“在直接威胁西欧的核系统方面发展了庞大且不断增长的能力”：“战区”核系统（战术核武器）。部长们直接提到了SS-20导弹，其特点是“在提供更高的精度、更大的机动性和更大的射程以及拥有多弹头方面比以前的系统有了重大改进”。部长们还将情况的改变归因于苏联图-22M战略轰炸机的部署，他们认为该轰炸机的性能比其前代机型高得多。此外，部长们表示担心，苏联在“远程战术核力量”（LRTNF）比北约获得优势，并显著提高了短程战术核能力。
北约双轨决策涉及到两个政策。最初，在7400枚战术核弹头中，1000枚将从欧洲移除，美国将与苏联进行双边谈判，以限制战术核力量。如果谈判失败，北约将在西德用108个潘兴Ⅱ导弹发射器取代美国的潘兴1a导弹，并从1983年12月开始向比利时、意大利、荷兰和英国部署464枚BGM-109G陆基巡航导弹，使其LRTNF或中程核力量（INF）现代化。

## 谈判

### 早期谈判：1981年至1983年

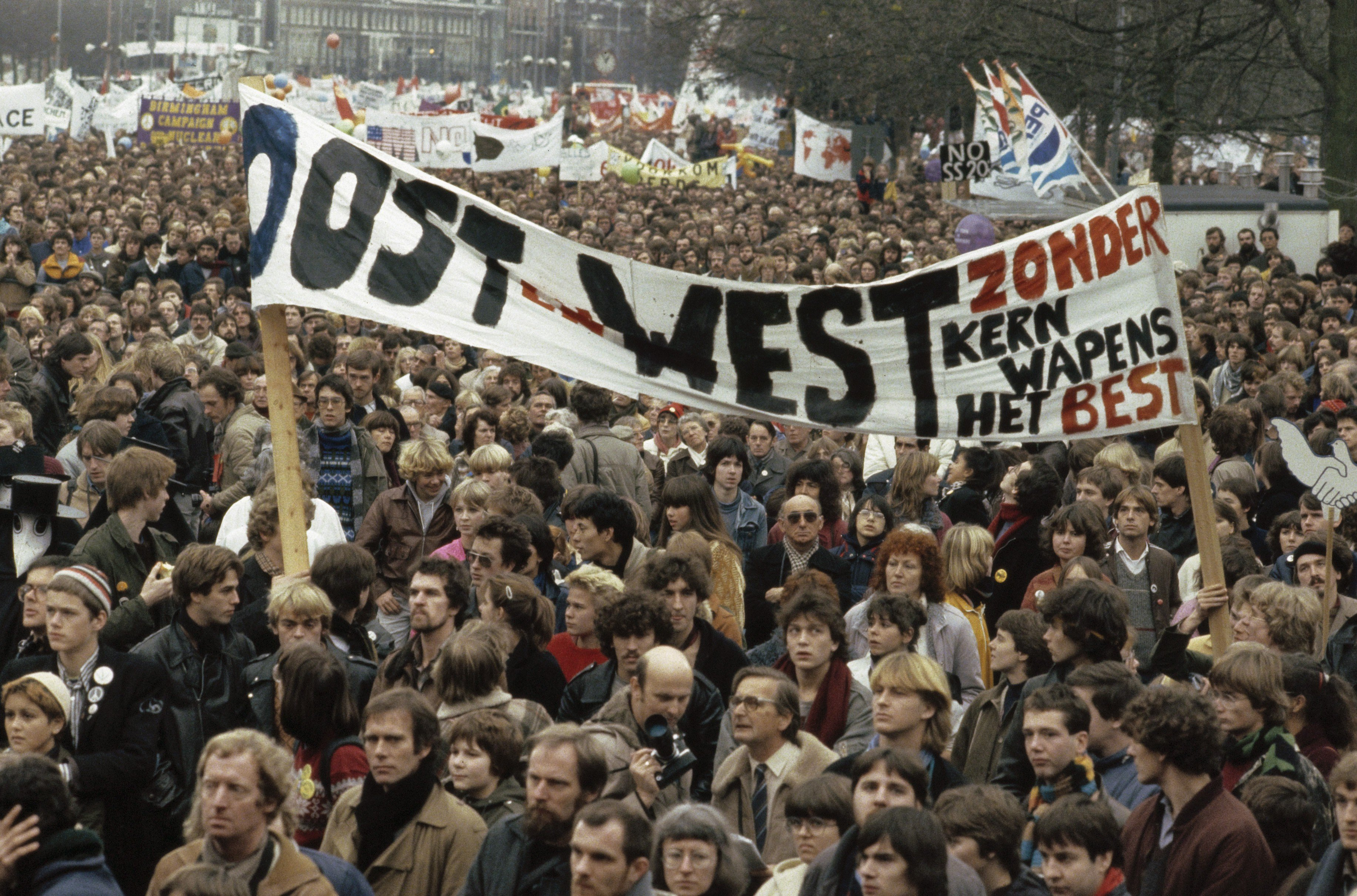
阿姆斯特丹抗议美国与苏联的核军备竞赛

苏联和美国同意开展谈判，称为初步中程核力量会谈，于1980年10月在瑞士日内瓦开始。由于1979年苏联入侵阿富汗，美国对苏联实施制裁，两国关系变得紧张。1981年1月20日，罗纳德·里根在1980年美国总统选举中击败吉米·卡特后宣誓就职。正式会谈于1981年11月30日开始，美国谈判代表由里根领导，苏联谈判代表由总书记列昂尼德·勃列日涅夫领导。美国的立场反映了卡特提出的原则：对美国中导能力的任何限制，都必须以对苏联中导的限制作为回应。美国也坚持要建立充分的核查制度。

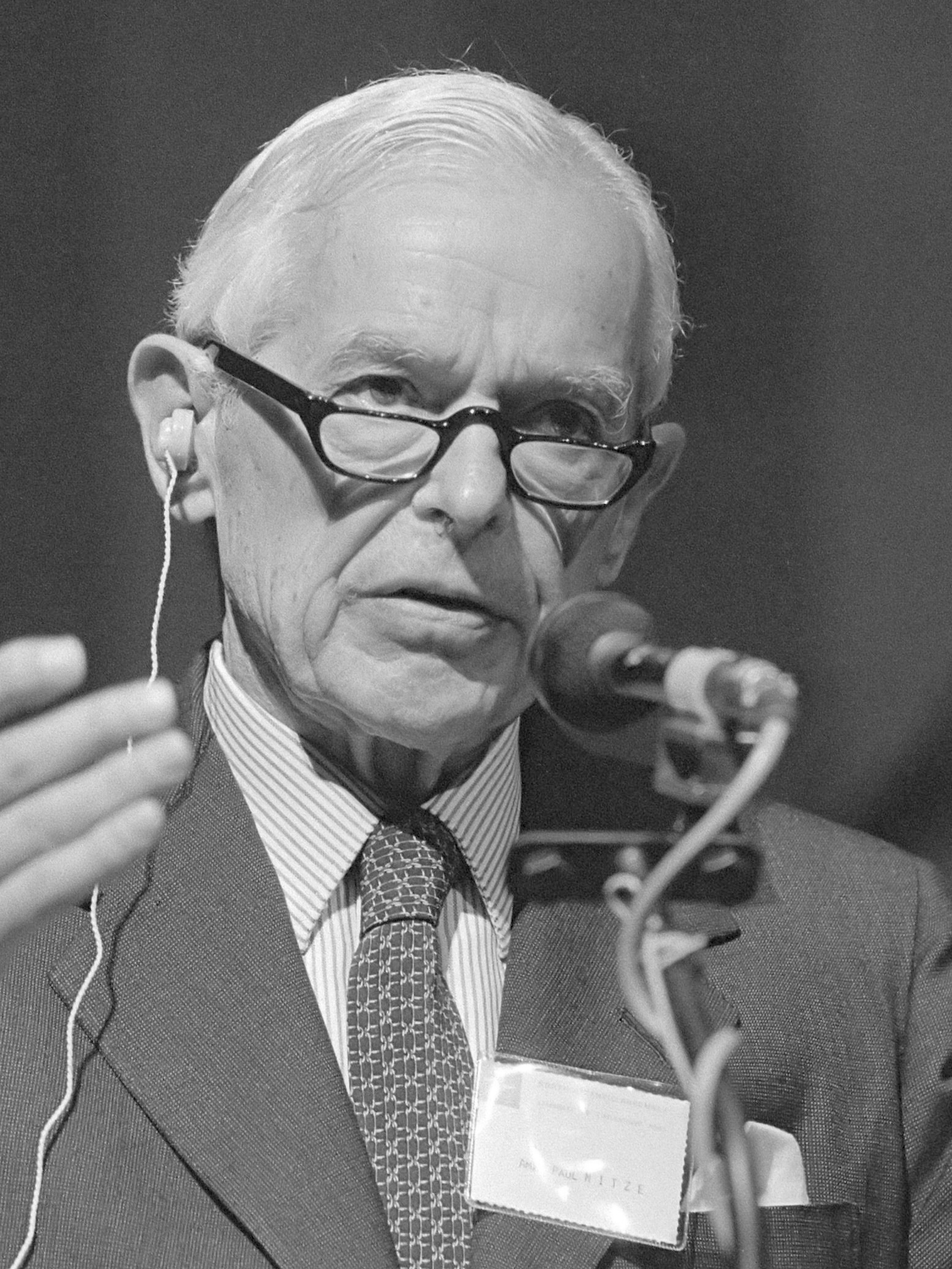
保罗·尼采，1983年

保罗·尼采是一位经验丰富的政治家并长期担任总统国防政策顾问，曾参加过战略武器限制谈判，在被国务卿亚历山大·黑格招募后率领美国代表团。虽然尼采支持第一阶段削减战略武器条约，但反对第二阶段条约，并在谈判期间从代表团辞职。尼采当时也是当前危险委员会的成员，该委员会是一个由保守主义的美国共和党组成的坚定反苏组织。苏联驻西德大使馆二级官员尤利·克维辛斯基领导苏联代表团。
1981年11月18日，在正式会谈开始前不久，里根提出了“双零方案”。呼吁暂停美国部署GLCM和潘兴II系统，作为回应，苏联取消部署SS-4、SS-5和SS-20导弹。由于苏联的反对，零方案被采纳的可能性似乎很小，但受到了欧洲公众的欢迎。1982年2月，美国谈判代表提出了一项条约草案，其中包含“零选择”和全球禁止中程和短程导弹，并通过严格但未具体说明的核查计划确保遵守。
里根政府内部对“双零方案”的看法不一致。全球战略事务的助理国防部长是计划的设计者。支持美国继续在欧洲部署核力量的国防部长卡斯帕·温伯格对该计划持怀疑态度，但最终接受了该计划，因为它使苏联“在舆论宣传中处于守势”。里根后来回忆说，“零选择源于西欧核政治的现实”。美国于1982年2月提出该计划后不久，苏联拒绝了该计划，认为美国和苏联都应该能够在欧洲保留中程导弹。具体而言，苏联谈判代表提议，到1985年，双方在欧洲部署的中程导弹和飞机数量上限为600枚，到1990年为300枚。考虑到美国与英国和法国现有部署的合作，美国担心这一提议将迫使美国从欧洲撤出飞机，不部署INF导弹，因此提出了“平等权利和限制”，美国将被允许与苏联的SS-20部署相匹配。
1981年至1983年，美国和苏联谈判代表举行了六轮会谈，每轮为期两个月，这是一个基于早期SALT会谈的系统。美国代表团由尼采、参谋长联席会议威廉·F·伯恩斯少将、军备控制与裁军署的托马斯·格雷厄姆以及美国国务院，美国国防部部长办公室和美国国家安全委员会的官员组成。
两年来，双方基本未达成共识。美国努力将具有核能力的飞机问题与中程导弹问题分开，成功地将注意力集中在后者，但也几乎没有取得明显进展。1982年夏天，尼采离开日内瓦的正式谈判，试图绕过官僚程序，打破谈判僵局。尼采后来表示，他和科维辛斯基的目标是同意某些让步，以便列日涅夫和里根在1982年晚些时候举行会议。

### 重启谈判：1985年至1987年

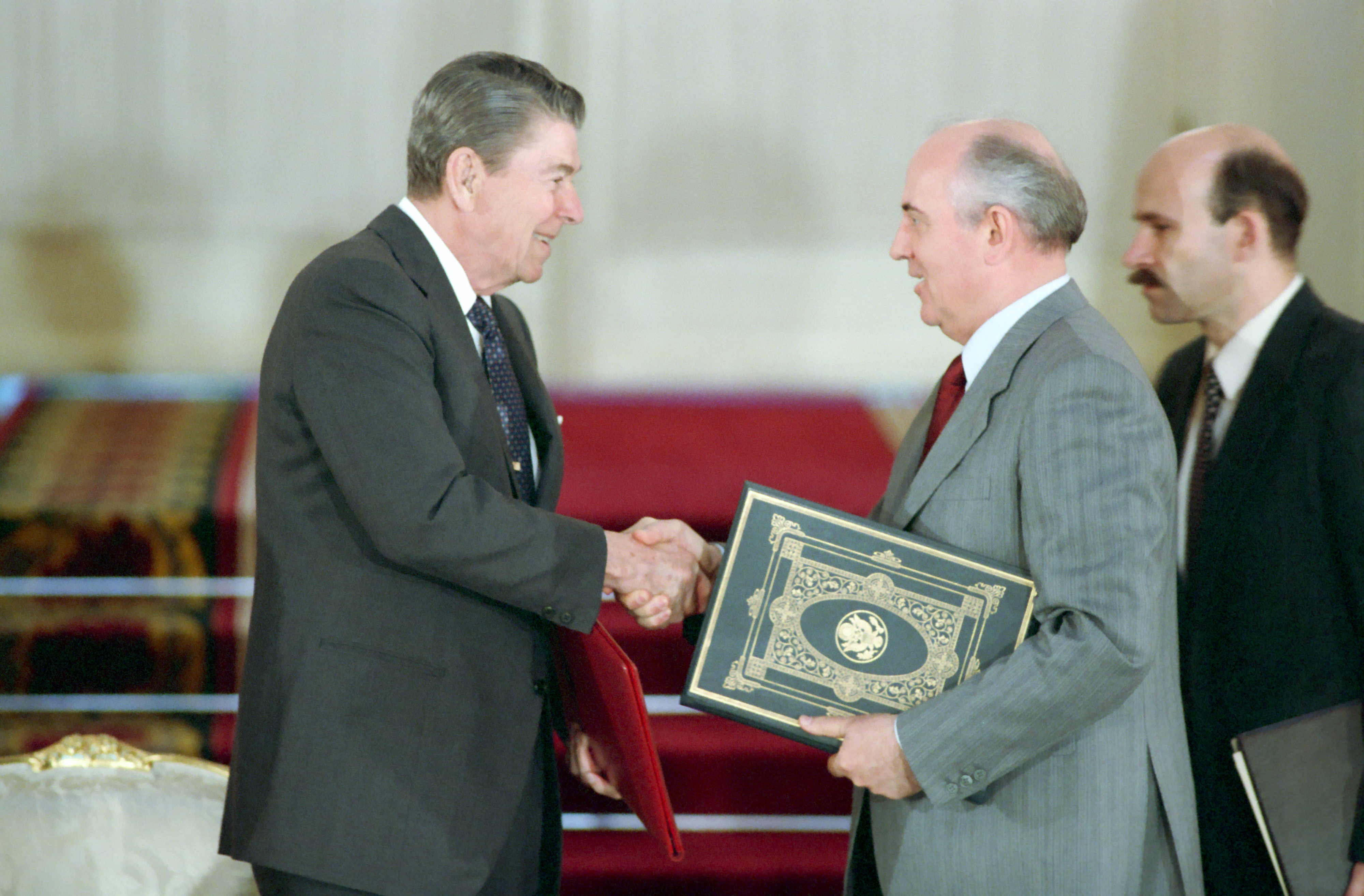
苏联共产党中央委员会总书记戈尔巴乔夫和美国总统里根在条约生效后握手。

1986年至1987年，英国首相玛格丽特·撒切尔对里根和新任苏共中央总书记米哈伊尔·戈尔巴乔夫的谈判发挥了重要作用。
1986年3月，美国和苏联恢复谈判，不仅涉及中导（INF）问题，还涉及单独的《第一阶段削减战略武器条约》和太空问题。1985年底，双方都在努力限制欧洲和亚洲的INF系统。1986年1月15日，戈尔巴乔夫宣布了苏联的一项提案，即到2000年禁止所有核武器，其中包括欧洲的INF导弹。美国认为这是一种宣传噱头，并以分阶段减少欧洲和亚洲的INF发射器作为反击，目标是在1989年之前没有INF发射器。英国和法国的核力量不会受到任何限制。
1986年8月和9月的一系列会议后，里根和戈尔巴乔夫于1986年10月11日和12日举行雷克雅未克峰会。双方原则上同意从欧洲拆除INF系统，并在全球范围内限制100枚INF导弹弹头。戈尔巴乔夫还提议对两国战略关系进行更深入、更根本的变革。在西德总理赫尔穆特·科尔于8月决定取消美国-西德联合潘兴1a系统的提议下，更详细的谈判持续了整个1987年。起初，科尔反对彻底消除潘兴导弹，声称此举将增加波兰在华沙条约组织部队袭击下的脆弱性。条约最终于1987年9月达成一致。1987年12月8日，里根和戈尔巴乔夫在华盛顿的一次峰会上正式签署了该条约，并于次年5月在美国参议院以93票赞成、5票反对的结果批准了条约。

## 内容
条约禁止双方拥有、生产或飞行测试射程为500-5500公里的陆基发射弹道导弹和巡航导弹。拥有或生产这些导弹的发射器也被禁止。该禁令也包括携带核弹头和常规弹头的导弹，但不包括空基或海基导弹。必须销毁现有武器，并商定了一项相互检查议定书。每一缔约方都有权在提前六个月通知的情况下退出条约，“如果它决定与本条约主题有关的非常事件危及了其最高利益”。

## 时间线

### 实施

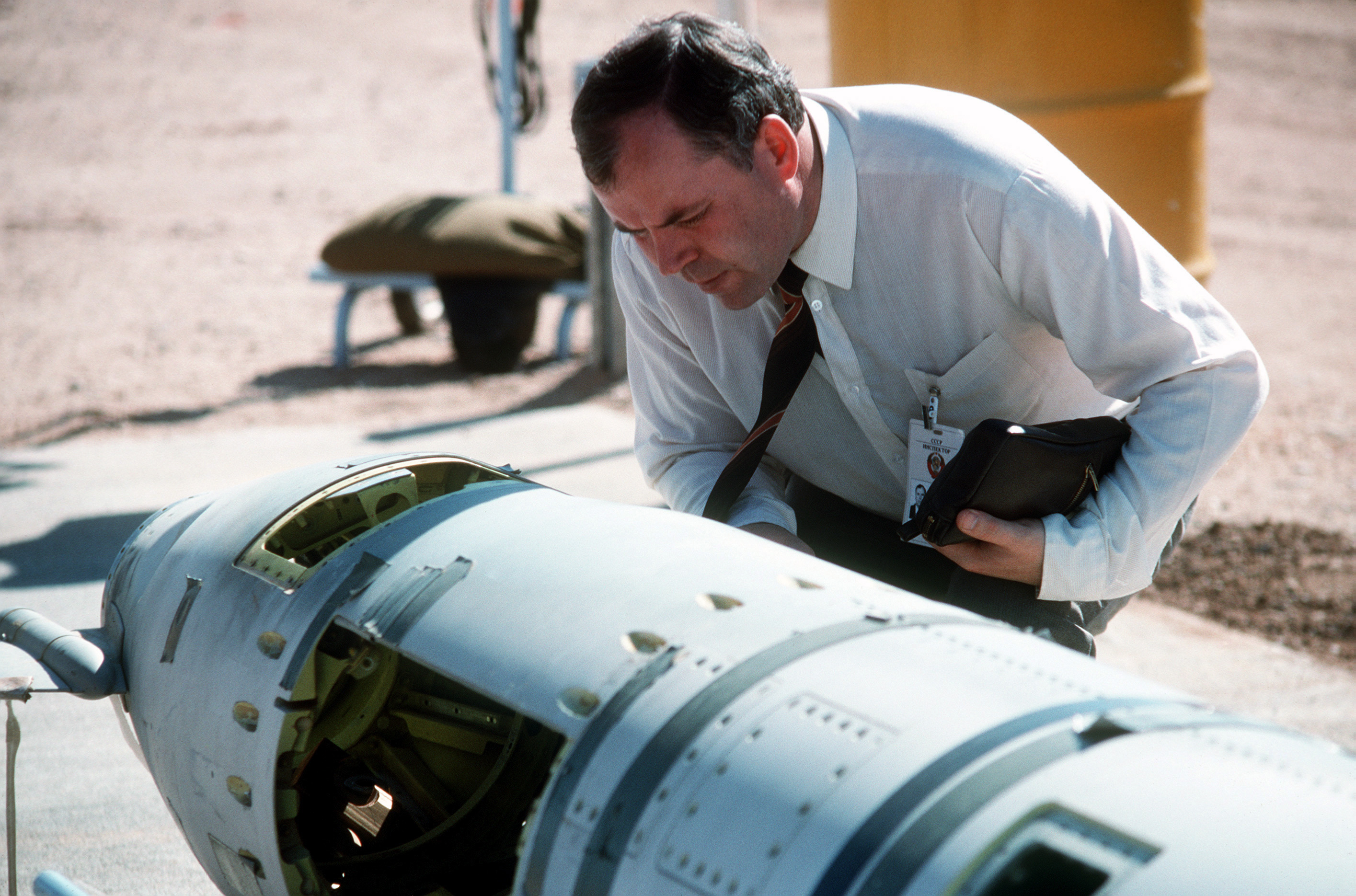
苏联核查员正对即将在第一轮削减中进行销毁的美国BGM 109G巡航导弹进行检查。

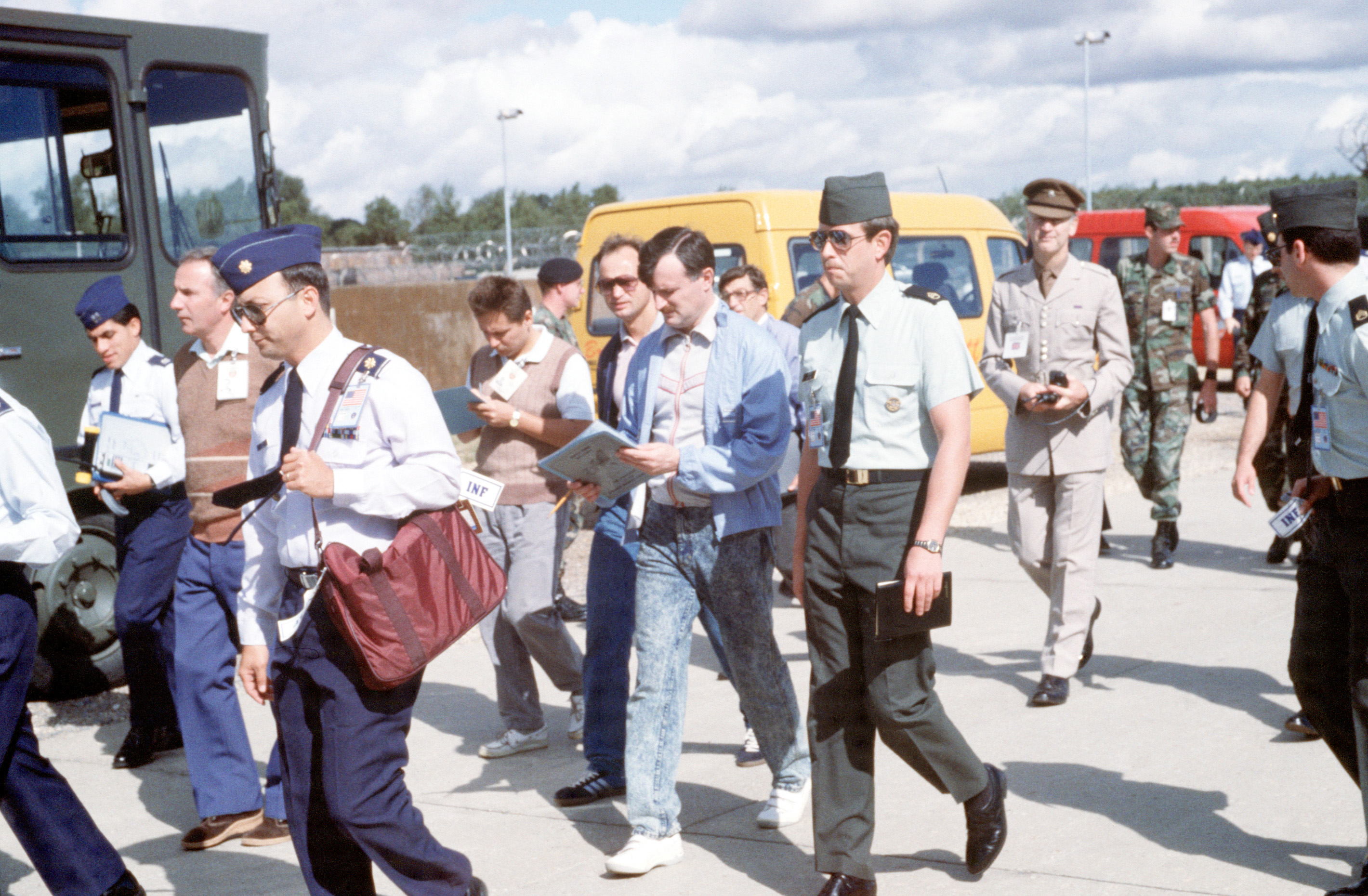
1989年，在北约的陪同下，苏联核查人员进入英国皇家空军格林汉姆基地的一个核武器储存区

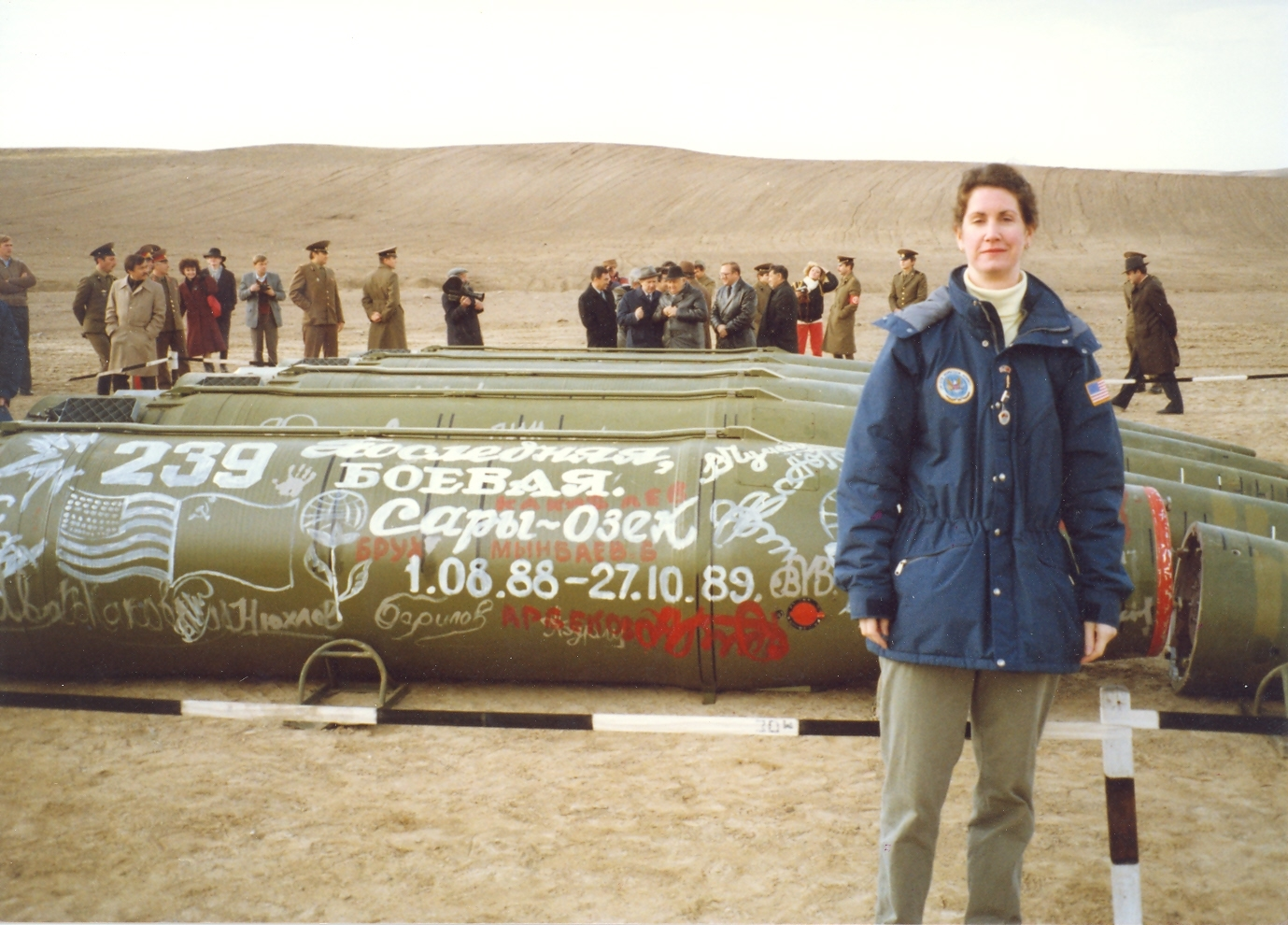
1990年初，美国驻莫斯科大使馆军备控制部门负责人艾琳·马洛伊大使在萨里约泽克的销毁现场

截至1991年6月1日的条约截止日期，共销毁了2692件武器，其中846件由美国销毁，1846件由苏联销毁。以下特定导弹及其发射系统和运输车被摧毁：
- 美国
  - BGM 109G巡航导弹（英语：BGM-109G Ground Launched Cruise Missile）（已退役）
  - 潘兴Ia（英语：MGM-31 Pershing）（已退役）
  - 潘兴Ⅱ（已退役）
- 苏联（北约代号）
  - SS-4（已退役）
  - SS-5（已退役）
  - SS-12（已退役）
  - SS-20（已退役）
  - SS-23（已退役）
  - SSC-X-4

### 1991年12月之后
1991年12月苏联解体的前五个月，美国和苏联按照《中导条约》的规定，于5月28日完成了中程导弹的拆除。苏联解体后，美国将重点放在与白俄罗斯、哈萨克斯坦、俄罗斯和乌克兰的谈判上，以维护进一步削减核军备的《第一阶段削减战略武器条约》。美国认为后苏联时代的12个国家是条约义务的继承者（三个波罗的海国家被认为在1940年被苏联非法吞并之前就存在）。最终美国开始与六个新独立的后苏联国家进行谈判以维护该条约，包括白俄罗斯、哈萨克斯坦、俄罗斯、土库曼斯坦、乌克兰和乌兹别克斯坦，其中俄罗斯是苏联的正式继承国，并继承了其核武库。白俄罗斯、哈萨克斯坦、俄罗斯和乌克兰签署了继续履行《中导条约》的协议。土库曼斯坦和乌兹别克斯坦，由于每个国家都有一个检查站，在其它参与国的批准下，成为谈判的被动参与者。根据条约中为期13年的视察协议的规定，导弹基地的视察一直持续到2001年5月31日。之后美国和俄罗斯继续共享国家技术核查和通知手段，以确保每个国家都遵守规定。视察期结束后，条约国继续在特别核查委员会举行会议。共举行了30次会议，最后一次会议于2016年11月在瑞士日内瓦举行，与美国、白俄罗斯、哈萨克斯坦、俄罗斯和乌克兰举行会议，讨论遵约义务。

### 对违反条约的初期怀疑和指控
2007年2月，俄罗斯总统弗拉基米尔·普京在慕尼黑安全会议上发表讲话，表示应该重新审查《中程导弹条约》以确保安全，因为它只限制俄罗斯和美国而不限制其它国家。俄罗斯联邦武装部队总参谋长尤里·巴卢耶夫斯基将军表示，俄罗斯计划单方面退出该条约，以回应北约在欧洲部署的导弹防御系统，因为其它国家不受该条约的约束。
据美国官员称，俄罗斯在2008年测试了射程3000公里的SSC-8巡航导弹，违反了该条约。俄罗斯否认SSC-8导弹违反条约的说法，声称SSC-8的最大射程仅为480公里。2013年，俄罗斯已经测试并计划继续测试两种可能违反条约条款的导弹：RT-2PM白楊飛彈和RS-26洲际弹道导弹。美国在2014年和2017年向北约通报了俄罗斯违反《中导条约》的情况。2018年，北约正式支持美国的立场并指责俄罗斯违反条约。俄罗斯否认了这一指控，普京表示这是美国退出该条约的借口。
2011年，美国企业研究院认为，俄罗斯反对《中导条约》的根本问题是，中国不受条约约束并继续发展的中程导弹。
据俄罗斯官员和美国学者西奥多·波斯特尔称，美国决定在欧洲部署的国家导弹防御系统违反了条约，因为这些系统可以迅速改装成进攻性武器；美国和北约以及学者杰弗里·刘易斯拒绝这一指控。俄罗斯专家还表示，美国使用的无人机，例如MQ-9收割者偵察機和MQ-4C海神侦察机违反了条约，美国拒绝承认这些武器违反了条约。

### 美国撤回和终止
美国于2018年10月20日宣布可能退出条约，理由是俄罗斯此前违反了条约。普京表示，俄罗斯不会在核战争中首先发动核攻击，而是会“消灭”任何对手，基本上是重申了“相互保證毀滅”的政策。普京声称，在这样的冲突中丧生的俄罗斯人“将作为烈士升入天堂”。
还有报道称，美国需要对抗中国在太平洋地区（包括南中国海）的军事扩张，这是美国退约的另一个原因，因为中国不是条约签署国。在巴拉克·奥巴马总统任期内，美国官员就注意到了这一点。例如，在奥巴马政府时期帮助制定亚洲政策的凯莉·玛格斯曼表示，在特朗普上任之前，中国的能力就让美国感到困扰。政客 (媒体)的一篇文章指出了美国官员对这个问题的不同回应：“要么找到让中国加入条约的方法，要么开发新的武器来对抗它”，要么“与中国谈判一项新条约”。自2016年以来，中国部署了射程为4000公里的东风-26中程弹道导弹，这意味着驻关岛美军都可能受到威胁。美国国防部长詹姆斯·马蒂斯表示，“中国正在储备导弹，因为中国根本不受条约约束”。由于中国、印度和巴基斯坦之间复杂的关系，即使中国加入条约，或加入包括其它核大国在内的新条约，情况也会更复杂。

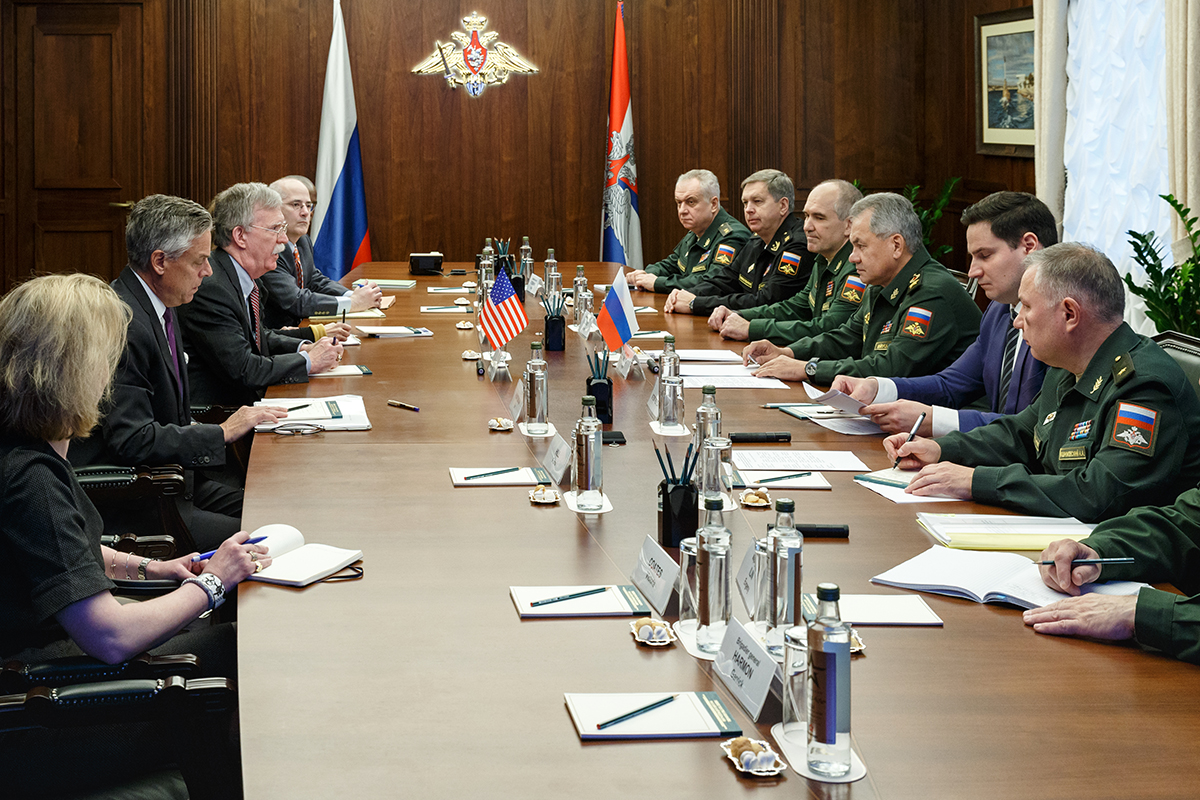
约翰·博尔顿于2018年10月23日在莫斯科与俄罗斯国防部长谢尔盖·绍伊古举行会晤

中国外交部表示，美国单方面退约将产生负面影响，并敦促美国慎重考虑。2018年10月23日，美国总统国家安全事务助理约翰·博尔顿在莫斯科回声广播电台表示，中国最近的声明表明，它希望美国留在条约，而中国本身不受其约束。同一天，《政治报》报道称，中国是“退约的真正目标”。据估计，如果中国加入该条约，中国90%的陆基导弹将被取缔。博尔顿在2018年10月22日接受俄罗斯《生意人报》采访时说：“我们看到中国、伊朗、朝鲜都在发展被条约限制的能力，但它们不是条约的缔约国。”
2018年10月26日，俄罗斯呼吁联合国大会考虑呼吁美俄维护和加强条约，但未能成功。俄罗斯曾在联合国大会第一委员会提出一项决议草案，但错过了10月18日的提交截止日期，因此它呼吁就是否允许委员会审议该草案进行投票。同一天，博尔顿在接受路透社采访时表示，《中导条约》是冷战时期的产物，他希望与俄罗斯就中国的导弹能力展开谈判。
四天后，在挪威举行的新闻发布会上，北约秘书长延斯·斯托尔滕贝格呼吁俄罗斯遵守条约，称“问题在于部署新的俄罗斯导弹”。普京于2018年11月20日宣布，克里姆林宫准备与华盛顿讨论《中导条约》，但如果美国退出，将进行“报复”。
从2018年12月4日开始，美国声称俄罗斯有60天的时间遵守该条约。12月5日，俄罗斯做出回应，披露了Peresvet 激光武器，称该武器系统早在2017年就已部署在俄罗斯联邦武装力量，“作为国家采购计划的一部分”。
俄罗斯在2019年1月23日举行的军事简报会上向外国武官介绍了9M729导弹，俄罗斯称希望说服美国留在条约。俄罗斯联邦国防部表示，美国、英国、法国和德国的外交官已被邀请参加导弹展览，但被拒绝。美国此前拒绝了俄罗斯的提议，因为它表示这样的做法不会让美国人核实导弹的真实射程。美国和俄罗斯于2019年1月30日举行的峰会未能找到维护该条约的方法。
美国国务卿迈克·蓬佩奥在前一天宣布后，美国于2019年2月2日暂停遵守《中导条约》。特朗普在一份声明中表示，如果俄罗斯联邦在六个月内没有恢复遵守《中导条约》，美国则在六个月的时间全面退出和终止条约。同一天，普京宣布俄罗斯也暂停执行《中导条约》，以回应特朗普的决定，决定于当天生效。第二天，俄罗斯开始研制新型中程（弹道）高超音速导弹以及陆基3M-54 系统（均具有核武运载能力），以回应美国宣布将开始研究和开发条约以前禁止的武器。
在美国暂停执行《中导条约》六个月后，特朗普政府于2019年8月2日正式宣布退出该条约。蓬佩奥表示，“俄罗斯对条约的终止负有全部责任”。虽然正式批准一项条约需要获得美国参议院三分之二议员的支持，但由于美国国会在20世纪和21世纪很少采取行动阻止总统就国际条约作出的一些决定，因此已经确立了一个先例，即总统和行政部门可以在没有国会批准的情况下单方面退出条约。在退约当天，美国国防部宣布计划从北约东部基地测试一种被条约禁止的新型导弹。领导人表示，这种新型导弹需要保持领先于俄罗斯和中国，以回应俄罗斯继续违反该条约的行为。
美国的退约行为得到了大多数北约盟国的支持，理由是俄罗斯多年来一直不遵守该条约。作为对退约的回应，俄罗斯外交部副部长谢尔盖·里亚布科夫邀请美国和北约“评估宣布暂停部署中程和短程设备的可能性，他表示除非美国设备部署在某些地区，否则俄罗斯在我们获得这些系统时将不会部署这些系统。”斯托尔滕贝格拒绝了这一暂停请求，他说这是不可信的，因为莫斯科已经部署了这些弹头。2019年8月5日，普京表示：“截至2019年8日2日，《中导条约》已不复存在。我们的美国同事将其归档，使其成为过去。”
2019年8月18日，美国试射了一枚被条约禁止的导弹；陆基版本的战斧巡航导弹，类似于几十年前条约禁止的BGM-109G。美国国防部表示，从这次试验中收集的数据和吸取的经验教训将为其未来中程能力的发展提供信息，俄罗斯外交部则表示遗憾，并指责美国加剧了紧张局势。

### 对退出条约的进一步反应
许多著名核军备控制专家敦促特朗普维护该条约。戈尔巴乔夫批评特朗普退出核条约“不是一个伟大的决策”，并表示“新的军备竞赛已经宣布”。这一决定受到了美國眾議院外交委員會和美国众议院军事委员会主席艾略特·恩格爾和亚当·史密斯的批评，他们表示特朗普政府没有制定一项让俄罗斯承担责任并迫使其遵守的计划，而是为普京提供了一条摆脱条约的捷径。2018年10月25日，北约的欧洲成员国也提出了类似的论点，敦促美国“试图让俄罗斯重新遵守条约，而不是退出条约，以避免俄罗斯可能利用的联盟分裂”。
北约秘书长斯托尔滕贝格建议，《中导条约》可以扩大到包括中国和印度等国，美国和俄罗斯都表示持开放态度，但俄罗斯也对扩大条约的做法表示怀疑。
美国议员对退约持不同意见。《中导条约遵守法案》（H.R.1249）的出台是为了阻止美国使用政府资金开发条约禁止的导弹，而共和党参议员吉姆·英霍夫和吉姆·里施发表了支持退约的声明。
2019年3月8日，乌克兰外交部宣布，由于美国和俄罗斯都退出了条约，乌克兰现在有权发展中程导弹，理由是俄罗斯对乌克兰的侵略是对欧洲大陆的严重威胁，俄罗斯吞并的克里米亚就部署了9K720伊斯坎德爾飛彈。乌克兰拥有约40%的苏联军事工业，但从未被允许开发射程能到达莫斯科的导弹，乌克兰只有远程和短程导弹，但也有能力开发中程导弹。
美国退出条约后，一些美国评论员写道，这可能会更有效地对抗俄罗斯和中国的导弹部队。随后在2023年开发和部署了堤丰中程导弹发射系统。
巴西记者奥古斯托·达尔·阿尼奥尔表示，《中导条约》的终止也需要在更广泛的背景下加以理解，即战略军备控制制度逐渐受到侵蚀，这始于2002年美国在俄罗斯的反对下退出《反弹道导弹条约》。

### 欧洲新型中程导弹
2023年末至2024年初，俄罗斯在俄乌战争中使用了朝鲜的火星-11A和火星-11B导弹。
2024年6月，俄罗斯总统普京呼吁恢复中程导弹的生产。
从2026年开始，萨姆-6、战斧和美国远程高超音速武器堤丰中程导弹发射系统将部署到德国，标志着战斧巡航导弹重返德国领土。
2024年北约峰会上，波兰、德国、法国和意大利签署了一份谅解备忘录，共同开发射程超过500公里的地面发射巡航导弹。
2024年12月29日，俄罗斯外交部长谢尔盖·拉夫罗夫表示，莫斯科将取消暂停部署可携带核弹头的中短程导弹的决定，并归咎于美国部署类似武器来解释这一决定。他表示，美国「无视俄罗斯和中国的警告，实际上继续在世界各地部署特定级别的武器」，并指俄罗斯在11月底用于打击乌克兰第聂伯罗市的「奥列什尼克导弹」的袭击是中程弹道导弹「实战条件下测试」的一个例子。

### 其他參考文献
- Bohlen, Avis; Burns, William; Pifer, Steven; Woodworth, John.  (PDF) (报告). Washington, D.C.: Brookings Institution. 2012  [16 August 2016]. （原始内容存档 (PDF)于2017-02-15）.
- Davis, Lynn E. "Lessons of the INF Treaty." Foreign Affairs 66.4 (1988): 720-734. in JSTOR（页面存档备份，存于）
- Garthoff, Raymond L. . Political Science Quarterly. 1983, 98 (2): 197–214. JSTOR 2149415.
- Giles, Keir; Monaghan, Andrew. . Carlisle Barracks, PA: United States Army War College Press. 2014  [2017-03-05]. ISBN 1-58487-635-2. （原始内容存档于2017-02-12）.
- Haass, Richard. . Lanham, MD: University Press of America. 1988  [2017-03-05]. ISBN 978-0-819-16942-6. （原始内容存档于2017-11-24）.
- Legge, J. Michael.  (PDF) (报告). RAND Corporation. 1983  [15 August 2016]. （原始内容存档 (PDF)于2017-02-15）.
- Rhodes, Richard. . New York, NY: Vintage. 2008  [2017-03-05]. ISBN 978-0-375-71394-1. （原始内容存档于2019-05-02）.